# 自由基設計
自由基设计工作室（英語：Free Radical Design），是一家英国的电子游戏开发商。1999年时以“自由基设计工作室”（英語：Free Radical Design）之名成立于英国诺丁汉。公司最初的成员多来自另一家英国游戏公司Rare。工作室在2008年12月因经营问题关闭。2009年初工作室被德国游戏公司Crytek收购，并更名为“Crytek英国”（Crytek UK）。2014年时工作室被Crytek出售给德国传媒企业Koch Media，而后工作室关闭，大部分成员加入新工作室大坝毁灭者工作室。2021年5月，Koch Media旗下的游戏发行商Deep Silver宣布将在诺丁汉重新组建一家新的游戏开发组，将重新采用“自由基设计”之名。2023年12月，作为母公司拥抱者集团重组的一部分，新的自由基设计工作室被关闭。

自由基设计工作室时期使用的标志（1998–2006）

## 公司历史
最初自由基设计工作室的大部分成员都来自英国游戏开发公司Rare。在Rare期间，大卫·窦克、Steve Ellis、Karl Hilton、格雷姆·诺盖特和Lee Ray等人都在同一个开发小组，并一同制作了《007黄金眼》以及《完美黑暗》。1998年底到1999年初，他们陆续离开Rare并于1999年4月在诺丁汉正式成立了自由基设计工作室（英語：Free Radical Design）。
工作室的首款游戏是2000年发售在PlayStation 2上的《时空分裂者》；本作是一款科幻第一人称射击游戏，玩家将在1935年到2025年间穿越9个关卡，控制18个角色完成他们的任务；可以单人或选择双人进行故事模式。并且游戏在多人模式中玩家不仅可以选择PvP模式还有最多支持4人对战10个电脑对手的PvE模式，此外游戏还带有关卡编辑器允许玩家制作自己的关卡。游戏在发售后获得了业界的好评，并且因为开发组此前在Rare的经历，不少媒体将本作看作是《007黄金眼》的精神续作。2002年10月，在经过23个月的开发后，《时空分裂者》的续作《时空分裂者2》发售，并增加了Xbox和任天堂GameCube平台的版本。游戏在初代基础上增加了更多的游戏内容。游戏在发售后延续了初代的优秀口碑，其PlayStation 2版本成为了游戏评分综合网站GameRankings上PlayStation 2平台评价最高的第一人称射击游戏。
2004年，工作室的第三款游戏《重见光明》发售。根据工作室联合创始人Karl Hilton回忆，本作其实是工作室第一个开始制作的游戏项目，但是工作室希望赶在PS2发售初期制作出一款游戏闯出名声，因而游戏架构更简单一些的《时空分裂者》成为了工作室开发完成的第一款游戏。玩家在《重见光明》将扮演一个失忆的超能力者，寻找自己的过去。游戏采用第三人称模式，并将重心放在了故事上，取消了工作室此前在《时空分裂者》上备受好评的多人游戏模式。而游戏也交给了Codemasters发行，而非《时空分裂者》时期的Eidos。游戏在发售后受到了业界多数的好评，但不及此前的《时空分裂者》系列。

自由基设计工作室时期使用的标志（2006-2009）

在2006年至2008年期间，自由基设计工作室负责开发《星球大战：前线III》，但游戏最终在2008年宣布取消开发。根据工作室联合创始人Steve Ellis回忆，在2008年时游戏制作完成度已经达到了“99%”，但是最终因财政问题取消。但另据媒体报道，一位匿名的LucasArts方面人员将取消归结为工作室没有为游戏投入足够的资源，并多次错过死线，而且游戏完成度远没有达到99%。
在2006年E3游戏展期间，自由基设计工作室公布了一款第三人称射击游戏《迷雾》，计划于2007年夏季发行在次世代主机PlayStation 3、Xbox 360和Windows平台。不过在游戏开发中期，游戏的发行方育碧建议将游戏改为主流的第一人称射击游戏，这导致游戏开发进度的延缓，并将发售期延后到2007年冬季。但是在2007年索尼E3游戏展前发布会上，《迷雾》确认成为PlayStation 3独占游戏，这一决定也是源自育碧；游戏因此再次延期到2008年5月发售。游戏在发售后没有获得业界的肯定，游戏评分综合媒体Metacritic上基于65篇评价仅获得55分。而工作室也因此前《星球大战：前线III》的取消开发和《迷雾》的失利而走向破产。2008年12月18日，员工发行公司大门亦被锁住；而稍后工作室宣布破产；工作室的185人仅有40人被留下。

Crytek UK时期使用的标志（2009-2014）

2009年2月4日，《迷雾》的编剧Rob Yescombe宣布自由基设计工作室已经被德国游戏开发商Crytek收购，而次日Crytek发布公告称已收购自由基设计，成为公司第六家工作室；稍后工作室更名为Crytek英国（Crytek UK）。在被收购后，工作室的创始人大卫·窦克和Steve Ellis在2009年离开工作室，开设新的工作室制作网页游戏和智能手机游戏；联合创始人Karl Hilton成为新公司的负责人。2010年，Crytek英国从珊迪亚克勒搬到了诺丁汉的商业区Southreef，同时获得了5千万英镑的资金扶持，允许工作室规模在未来持续扩张。
Crytek英国在2009年开始接手《孤岛危机2》的家用主机版本的移植工作，并且也参与了游戏多人模式的开发，尤其是反作弊系统的开发。《孤岛危机2》在2011年3月发售，受到了业界的好评。同年《孤岛危机》初代的家用主机版本发售，由Crytek英国负责移植。系列续作《孤岛危机3》在2013年2月发售，Crytek英国负责游戏的多人游戏部分。
2011年，THQ在关掉《国土防线》开发商Kaos Studios后，宣布将与Crytek合作开发《国土防线》的续作，而Crytek英国负责本作的开发，计划于2014财年内由THQ发行。2012年12月THQ倒闭，《国土防线》系列的版权被Crytek购得，系列续作确定为《国土防线：革命》，Crytek英国继续本作的开发，而Deep Silver成为联合发行方。2014年6月，Crytek被曝光出现财政危机，Crytek英国从4月起就没有向员工发放工资和奖金；这使得有一部分员工提出诉讼并拒绝上班。而公司总经理Karl Hilton也在这期间离职。在否认财政问题后，Crytek在7月25日终于承认公司处于“过渡阶段”，将把未来重心转移到在线游戏服务上。7月30日，《国土防线：革命》联合发行方Deep Silver的母公司德国媒体集团Koch Media宣布从Crytek收购《国土防线》系列版权，而Crytek英国也被收编。Crytek英国的员工被转移到新的公司大坝摧毁者工作室继续开发《国土防线：革命》，而Crytek英国被正式关闭。
属于自由基设计工作室的游戏系列《时空分裂者》在2018年作为THQ Nordic收购Koch Media的一部分，被THQ Nordic获得。

新自由基设计工作室的标志（2021年-至今）

2021年5月，拥抱者集团在其年报中表示，将通过Koch Media旗下的游戏发行商Deep Silver在诺丁汉重新组建一家新的游戏开发组，将重新采用“自由基设计”之名。而2009年离开的工作室创始人大卫·窦克和Steve Ellis将重回新的自由基设计工作室，新的工作室将计划制作《时空分裂者》系列新作。然而在2023年12月，作为拥抱者集团重组计划的一部分，新的自由基设计工作室被关闭。

## 公司作品

### 自由基设计时期
| 发售时间 | 游戏名称                                           | 游戏类别       | 发行平台                                  | 发行商            | 备注 |
| -------- | -------------------------------------------------- | -------------- | ----------------------------------------- | ----------------- | ---- |
| 2000     | 时空分裂者 TimeSplitters                           | 第一人称射击   | PlayStation 2                             | Eidos Interactive |      |
| 2002     | 时空分裂者2 TimeSplitters 2                        | 第一人称射击   | PlayStation 2 Xbox 任天堂GameCube         | Eidos Interactive |      |
| 2004     | 重见光明 Second Sight                              | 动作冒险、潜行 | PlayStation 2 Xbox 任天堂GameCube Windows | Codemasters       |      |
| 2005     | 时空分裂者：完美未来 TimeSplitters: Future Perfect | 第一人称射击   | PlayStation 2 Xbox 任天堂GameCube         | 艺电              |      |
| 2008     | 迷雾 Haze                                          | 第一人称射击   | PlayStation 3                             | 育碧              |      |

### Crytek英国时期
| 发售时间 | 游戏名称           | 游戏类别     | 发行平台                       | 发行商     | 备注                             |
| -------- | ------------------ | ------------ | ------------------------------ | ---------- | -------------------------------- |
| 2011     | 孤岛危机2 Crysis 2 | 第一人称射击 | Xbox 360 PlayStation 3 Windows | 艺电       |                                  |
| 2011     | 孤岛危机 Crysis    | 第一人称射击 | Xbox 360 PlayStation 3         | 艺电       | 系列初代的家用机版本移植         |
| 2013     | 孤岛危机3 Crysis 3 | 第一人称射击 | Xbox 360 PlayStation 3 Windows | 艺电       |                                  |
| 2014     | 战争前线 Warface   | 第一人称射击 | Xbox 360                       | 微软工作室 | 《战争前线》对Xbox 360平台的移植 |